# Hnizdîciv
Hnizdîciv (în ucraineană Гніздичів) este o așezare de tip urban din raionul Jîdaciv, regiunea Liov, Ucraina. În afara localității principale, mai cuprinde și satele Korolivka și Pokrivți.

## Demografie
Componența lingvistică a așezării de tip urban Hnizdîciv
     Ucraineană (99,38%)
     Alte limbi (0,62%)
Conform recensământului din 2001, majoritatea populației așezării de tip urban Hnizdîciv era vorbitoare de ucraineană (99,38%), existând în minoritate și vorbitori de alte limbi.